# Манів
Манів (пол. Maniów) — лемківське село у Підкарпатському воєводстві Республіки Польща, Сяноцькому повіті, гміна Команча. У 1975–1998 роках входило до складу Кроснянського воєводства. 

## Розташування

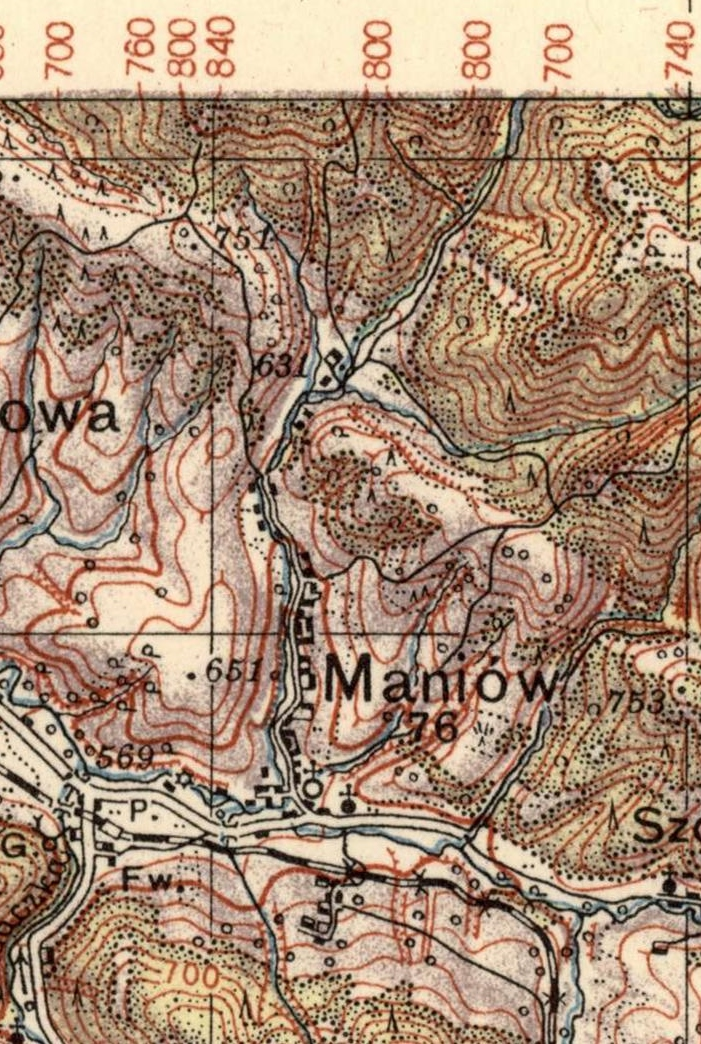
Село в 1938 р. на карті Військового Географічного інституту

Знаходиться біля кордону із Словаччиною, неподалік сіл Банничка, Воля Мигова та Щербанівка.
Через село пролягає воєводська дорога № 897 і Бескидська вузькоколійка.

## Історія
За податковим реєстром 1565 р. в селі було 14 кметів на 9,5 ланах зі звільненням від податків і повинностей від часу закріпачення в 1551 р. До 1772 р. село належало до Сяноцької землі Руського воєводства.
У результаті першого поділу Речі Посполитої у 1772 році село увійшло до складу Ліського повіту Самбірського краю, а в подальшому Ліського повіту Королівства Галичини та Володимирії у складі Австро-Угорщини.
В 1841 р. збудовано дерев'яну церкву св. о. Миколая.
У 1918–1919 роках село разом з іншими 33 селами увійшло до складу Команчанської Республіки.
В 1939 р. в селі було переважно лемківське населення: з 510 жителів села — 485 українців, 20 поляків і 5 євреїв. Село входило до ґміни Воля Мигова Ліського повіту Львівського воєводства Польщі.
До виселення лемків у 1945 році в СРСР та депортації в 1947 році в рамках акції Вісла у селі була греко-католицька парафія Лупківського деканату Перемиської єпархії. 8 листопада 2023 року Томаш Завістовський і Мацей Шиманський під рештками дзвіниці розкопали з землі церковний дзвін діаметром 83 см і масою коло 350 кг.